# William Simons & Co
Pour les articles homonymes, voir William Simons.
William Simons and Co Ltd était une entreprise de construction navale active entre 1810 et 1959. Elle était basée dans la ville de Renfrew, en Écosse, au Royaume-Uni, sur la rivière Clyde. Elle était spécialisée dans la construction de dragues et de barges. William Simons and Co a aussi construit des moteurs pour les navires.

## Histoire

### XIXe siècle
L’entreprise a été fondée en 1810 par William Simons à Greenock, dans la basse Clyde, sur un site occupé plus tard par le port de Victoria. Après deux ans, la compagnie a déménagé au Canada, s’installant sur l’île aux Noix près de Montréal tout en conservant la même activité. Dans les premières années, la firme construisit de petits cargos et des paquebots à passagers. Parmi les premières constructions de l’entreprise figurait la frégate HMS Confiance, construite en 1814 pour le gouvernement britannique qui était alors en guerre contre les États-Unis. Elle a été suivie par quatre canonnières pour le service sur les lacs canadiens.
En 1818 William Simons a laissé son frère Peter au Canada, et il est retourné à Greenock, sur le site de son chantier naval d’origine. En 1819 la société a construit à Greenock le Fingal, un navire de 202 tonnes qui avait un moteur de 100 chevaux, pour le commerce de Belfast. William Simons Junior, le fils aîné du fondateur, naît en 1822. La société a opéré à Greenock jusqu’en 1826, lorsque la construction du port de Victoria a entraîné un autre déménagement, cette fois à Whiteinch, Glasgow, en Écosse. William Simons y construisit son premier bateau à vapeur, mais des bricks à coque en bois, des barques et des navires entièrement gréés continuèrent d’être le pilier du chantier.
William Simons mourut en juin 1839 et l’entreprise fut exploitée par son fils aîné William Simons Junior, et un autre fils, au nom des fiduciaires de leur père. À Whiteinch, le passage à la construction navale en fer a commencé sérieusement de sorte qu’à la fin des années 1850, la construction navale était devenue une science du travail des métaux. C’est un navire construit par Simons qui a été le premier à être équipé d’un gréement métallique : le William Connal, construit en 1851.
Après avoir opéré la transition du bois au fer, William Simons Junior a pris en 1860 comme associé Andrew Brown, un architecte naval. La même année 1860, le quatrième et dernier changement d’emplacement a eu lieu lorsque l’entreprise a déménagé à nouveau à London Works, au célèbre chantier naval de Renfrew, sur la rive sud de la rivière Clyde, de l’autre côté de la gare de triage de Rothesay Dock. Elle a repris la fonderie de fer de Fox, Henderson & Co et le chantier naval de J. W. Hoby & Co.
Étant maintenant en mesure de fournir ses propres machines de propulsion ainsi que des coques, l’entreprise a construit des paquebots, des cargos et des vapeurs fluviaux au cours des dix premières années à Renfrew. En 1861, la firme a construit le vapeur à roues à aubes Rothesay Castle qui a atteint la vitesse de 20,25 miles par heure, une vitesse remarquable pour cette époque. En 1862, William Simons Junior écrit à The Engineer au sujet de ses brevets sur les navires blindés, dont un modèle avait été dans l’exposition universelle de la même année. En 1868, la firme a lancé le navire India de la Anchor Line, le premier navire de commerce équipé de machines à vapeur à 4 cylindres à opérer dans l’Atlantique Nord. À cette époque, la firme construisit également les premiers paquebots pour la British India Steam Navigation Company. Et en 1867, elle a construit le premier ferry (traversier) à vapeur utilisé sur la rivière Clyde, depuis le port de Glasgow pour transporter les passagers et la circulation automobile.
Mais c’est pour son travail ultérieur que l’entreprise est devenue la plus célèbre : la conception d’embarcations spécialisées, très demandées à cette époque, pour la construction de ports dans le monde entier. En effet l’accroissement du commerce maritime mondial avait suscité le besoin de création de nouveaux ports, et d’amélioration de ceux existants. L’entreprise s’est donc concentrée sur la fabrication de dragues. Dans le cadre d’un partenariat entre Andrew Brown et William Simon, fils du fondateur William Simon, la société a mis sur pied une petite équipe pour élaborer des conceptions détaillées de navires, de moteurs et de machines afin de répondre à cette nouvelle demande. Elle a conçu et construit de nombreux types différents de dragues et de barges-trémies, au point de devenir un spécialiste de leur production.
William Simons Junior a pris sa retraite en 1886, en raison d’une santé défaillante. Andrew Brown devint alors l’associé majoritaire de William Simons and Co, qui était alors devenu un important constructeur de dragues. Andrew Brown était un concepteur respecté d’équipement de dragage. Les innovations de Brown ont conduit à une longue association avec le Clyde Navigation Trust. Brown a pris le contrôle de l’entreprise et géré le chantier avec ses fils, William et Walter, qui sont devenus associés en 1888. En 1888 également, la société a construit le vapeur à hélice en acier Trieste C. William et Walter Brown devinrent tous deux directeurs généraux en 1895, lorsque l’entreprise a été convertie en une société à responsabilité limitée, William Simons & Co Ltd. Le contrôle de l’entreprise est resté entre les mains de la famille Brown pendant 70 ans, bien que la propriété ait été partagée entre un certain nombre de descendants dont aucun n’avait le contrôle global, de sorte qu’en 1951, alors que le chantier naval avait une bonne gestion technique, la structure commerciale et financière était considérée comme malsaine.

### XXe siècle
En 1900 L’entreprise a été constituée en société à responsabilité limitée, M. Brown devenant directeur général. La société a été enregistrée le 11 décembre, afin d’acquérir les activités des constructeurs et ingénieurs de navires d’une société du même nom. En 1902 William Simons Junior décède. À ce moment-là, plus de 420 navires ont été construits par l’entreprise depuis sa fondation, la plupart à Renfrew.
En 1956, le fabricant de pompes G & J Weir Holdings Ltd, de Glasgow, avait besoin de capacités supplémentaires pour fabriquer des équipements d’évacuation de l’eau de mer. Il a donc fait une offre de 1 million de livres sterling pour la société. L’offre a été acceptée par les actionnaires. Après la reprise de Simons par le groupe Weir en 1957, ce dernier a aussi racheté en 1959 le chantier de Lobnitz & Co Ltd, un autre constructeur de navires basé à Renfrew et la société rivale de Simons. Pendant la Seconde Guerre mondiale, en plus de la construction navale, Lobnitz a conçu et construit le port artificiel Mulberry, qui a été utilisé pour décharger du matériel sur une plage lors du débarquement allié en Normandie.
G & J Weir Holdings Ltd a fusionné William Simons & Co Ltd avec sa nouvelle acquisition pour former en 1959 Simons-Lobnitz Ltd . Les deux constructeurs navals étaient célèbres pour la construction de dragues à sable. L’entreprise a cessé ses activités en 1964.